# Benny Kgarametso
Benny Kgarametso, född 30 augusti 1966, är en friidrottare från Botswana. Han deltog vid olympiska sommarspelen 1988.